# 细胞生命的礼赞
《细胞生命的礼赞——一个生物学观察者的手记》（英語：The Lives of a Cell: Notes of a Biology Watcher，1974年）是刘易斯·托马斯在1971年至1973年间为《新英格兰医学杂志》所撰写的29篇短文的合集。在这些短文中，托马斯涉及了诸如生物学、人类学、医学、音乐（表现出了对巴赫的特殊喜好）、语源学、大众传播和计算机等各种主题。这些作品对地球与所有生物相互联系的本质这一主题产生了共鸣。湖南科学技术出版社出版了其简体中文版，并归入其《第一推动丛书》。

## 背景
刘易斯·托马斯是医师、免疫学研究员、医院院长、诗人、词源学家和散文作家。他先后就读于普林斯顿大学和哈佛医学院。他曾在桑代克纪念实验室（Thorndike Memorial laboratories）担任研究员，并曾在杜兰大学和明尼苏达大学任研究员。他曾在纽约大学医学院担任病理学系主任十五年，并在贝尔维尤医院担任医学部主任。他曾是纽约大学医学院院长，后来又成为耶鲁医学院院长。托马斯1971年在耶鲁时，受杂志主编弗朗茨·J·英格尔芬格邀请，开始在《新英格兰医学杂志》上每月撰写短文《一个生物学观察者的手记》。1973年，他成为纪念斯隆-凯特琳癌症中心的主任。
刘易斯·托马斯在其职业生涯中出版了多本书，第一本就是《细胞生命的礼赞——一个生物学观察者的手记》。1979年，他又出版了《水母与蜗牛——一个生物学观察者的手记》。他于1983年写了一本自传体书籍——《最年轻的科学——一个医学观察者的手记》（The Youngest Science: Notes of a Medicine-Watcher）。也是在1983年，他出版了《听马勒第九交响曲的深夜想法》（Late Night Thoughts on Listening to Mahler's Ninth Symphony），随后又在1985年出版了《我能问您点事吗？》（Could I Ask You Something?）。1990年和1992年，托马斯分别出版了《等等等等——一个文字观察者的手记》（Et Cetera Et Cetera: Notes of a Word Watcher）和《脆弱的物种》（The Fragile Species）。
对托马斯的写作风格影响最大的作家是米歇尔·德·蒙田。引用他的话来说：“我无法想象任何人在读蒙田的书时，能在大部分时间里对他所说的保持仔细、专心、投入，而非面带微笑。”

## 摘要
细胞生命的礼赞
人类需要学习如何走、跳和骑自行车，但是我们身体内部会执行一些特定的操作，它们是与生俱来的，并不需要学习。有新的研究表明，人类也许可以通过教学来改变这些内部过程。托马斯给出的理由是，他的身体一直运转良好，无需他自己尝试控制每个小过程，因此他将让它继续这样做。他建议尝试完全相反的方式，以及尝试脱离你的身体。
可用作倒数计时的一些想法
在宇航员与地球进行交互之前，必须对他们进行净化处理。托马斯指出，这是一种“人类沙文主义”的行为。地球上大多数的生物都是共生的，或者如果有害的话，两者会互相适应来警告对方。地球上所有的生物都是相互依存的，来自月球的流浪病毒或细菌不会进化为会伤害我们，因为它不是这种联系的一部分。细菌是相互关联的，有些细菌离开其它细菌就无法生存，甚至还有一些细菌生存在其它细菌内部。我们必须认识到，哪怕地球上最小的生物是如何交互的；特别是如果我们必须与我们行星以外的生命相交互。
作为有机体的社会
托马斯介绍了他的主要隐喻之一，即人类的表现像蚂蚁一样。但是他却不建议使用这种隐喻，因为人类不喜欢与昆虫相比较。这些昆虫可以作为一个社会，像一个有机体一样运转。当某种动物有一大群时，就会像一个大型有机体一样运作。这样的例子有很多，从白蚁和黏菌，到鸟类和鱼类。托马斯认为，科学成果的交流使人类和这些其它物种处于同一模式。所有科学家以这种模式相互交流与合作，来探索未知的事物。
对于外激素的恐惧
人类之所以害怕外激素，是因为我们认为我们在沟通中已经超越了基本的化学物质分泌。但有迹象表明，虽然我们拥有了最先进的通信方式，但人类同样依赖外激素。托马斯以蚕的蚕蛾醇和鲇鱼的气味为例，展示了动物世界中的外激素。然后，他继续解释了外激素对人类未来的影响，例如香水行业，以及寻找具有组织相容性的供体。
这个世界的音乐
音乐是我们避免过多闲聊的唯一交流方式。这不仅是人类的现象，而是在整个动物世界都会发生。托马斯列举了从白蚁和蚯蚓，到大猩猩和短吻鳄等动物，它们会发出某种有节奏的声音，如果我们能听到所有范围的声音，则可以将它们理解为音乐。从大量制造音乐的动物中可以明显看出，制造音乐的需求是生物学的基本特征。托马斯提出，动物世界一直延续着自音乐时代开始以来的音乐记忆。
一个诚恳的建议
托马斯认为，尽管我们所拥有的技术进步已足够摧毁地球，但我们对所生活的世界仍然知之甚少。为了解决这个问题，他提出，如果我们还不能完全解释一种生物，我们怎么能发射核武器。托马斯提出的生物是原生动物混合米线虫。关于这种生活在澳大利亚白蚁消化道中的原生动物，我们已经得知了一些信息。但随着更多的研究，它可能成为我们的细胞如何进化的模型。在整个自然界中都可以看到，生物体相互合作并进化出更复杂的形式。我们甚至还不能理解我们所有生物之间是如何相互联系的，我们怎么能使用核武器来毁灭地球很多次。
医疗技术
托马斯介绍了医学的三个技术层面：“非技术”，它可以帮助那些尚未被很好理解的疾病的患者，但无法帮助解释疾病的潜在机制；“半拉子技术”，用于缓解疾病或推迟因疾病的死亡，但我们还不能对疾病做很多；“高技术”则是通过了解疾病的机理，我们现在可以治愈。在检视这三种不同技术的成本时，它们都是必需的。但是一旦找到一种针对疾病的“高技术”，那么所获的收益将超过彻底研究疾病机理的成本。托马斯建议，为了节省医疗保健费用，应将基础研究的资金放在首位。
说味
人类在每个所到之处和每个所触之物都会留下化学踪迹。其它动物则使用信号传导机制来留下痕迹或识别彼此。嗅觉是使用这些机制的重要感觉，但仍未得到很好的理解。与其它动物相比，人类的嗅觉并不好，尽管可能比我们最初想象的要好。约翰内斯·开普勒曾经辩称，地球本身就是一个巨大的有机体，其化学信号通过各种生物体在全球传播，以保持世界的运转并充分了解情况。
鲸鱼座
天仓五是附近一颗类似太阳的恒星，我们即将能够开始与它和其它天体接触，以寻找生命。我们被地球泡泡之外的广阔空间及其所能容纳的东西所吸引。如果发现了外星生命，从科学上讲是有道理的，但是不再独一无二的社会影响将给人类一种新的社区概念。对于要发出什么信息的问题，托马斯给出的答案是发送音乐，尤其是巴赫。这是我们要表达“我们是谁”的永恒的和最好的语言。托马斯还建议，如果可能，就发送艺术品。但是，一旦收到回复，关于发送什么的问题就不会停止。
一个长期的习惯
作为人类，我们总是回避死亡，尽管它是我们生命中自然的一部分。除非从战争中或电视上将其删除，那么我们就可以讨论它了，不再存在问题。这是一种潜意识的努力，如果不考虑死亡，我们就可以继续生存。然而，即使我们治愈了所有疾病，我们仍然有一天会死亡。我们不能惧怕死亡，还要研究死亡过程，就像研究其它任何生物过程一样。大多数有濒死经验的人都不会记起任何痛苦或恐惧。也许人们害怕失去意识，超过害怕死亡本身。
曼哈顿的安泰
托马斯在本文中重新思考了昆虫的社会行为。他讨论了成群的昆虫和单个昆虫行为的变化。我们已经使用昆虫及其行为来传达教训、规则和美德，现在它们已经被用于艺术中。托马斯用活着的蚂蚁描述了一个艺术展览，而周围的人类则表演着与蚂蚁本身类似的行为。
海洋生物学实验站
托马斯称赞海洋生物学实验站（MBL）为“一种范式，一个拥有自己生命的人类机构，能够自我再生，虽被人类的熏陶所包围，但也得到了它不断的完善和修饰。”它吸引了最聪明的思想，并自主地在科学领域取得了巨大进步。托马斯在MBL的一次演讲之后，用他的描述描绘了一些科学家的图画，他们用图表覆盖了海滩，并为讨论创造“音乐”。
自治
人类需要学习如何走、跳和骑自行车，但是我们身体内部会执行一些特定的操作，它们是与生俱来的，并不需要学习。有新的研究表明，人类也许可以通过教学来改变这些内部过程。托马斯给出的理由是，他的身体一直运转良好，无需他尝试控制每个小过程，因此他将让身体继续这样做。他建议尝试完全相反的方式，以及尝试脱离你的身体。
作为生物的细胞器
生物革命填补了去理解我们的细胞如何工作的空白。随着我们开始更多地了解细胞器，很明显它们最初并不是由我们的细胞产生的。线粒体和叶绿体的祖先很可能是细菌，而鞭毛和纤毛很可能曾经是螺旋体。我们与我们的细胞器之间并不一定是主从关系，而是它们的祖先找到了一种简单的方式来保护自己的安全。随着我们的进化，我们已经将它们与我们融为一体，然而我们并不完全理解它们。细胞器和真核细胞很可能是建立起来的共生关系之一。
细菌
我们将细菌视为一个永远存在的敌人，尽管实际上只有少量的细菌会致病，而且在大多数情况下是意外发生的。细菌通常不会因为在宿主体内引起疾病或死亡而获得任何好处。我们的疾病主要是由于我们的免疫系统对我们系统内的细菌反应过度而导致的。在大多数情况下，我们并不需要那么激烈的反应，而只是从最初时一直保留了下来。
我们的健康
健康照护（health care）已经成为医学的新名称，尽管这是一个错误的称呼，因为疾病和死亡还无法完全根除。托马斯认为，要了解应该如何使用医学，我们应当听从那些从事该系统的医生。大多数情况会在短时间内自行改善，因此我们不应再向公众灌输对健康恶化的持续恐惧。对于为健康照护提供资金的问题，这将是最佳解决方法，因为人们只会在必要时使用它。
社会谈
动物有不同程度的社交行为。然而，尚不清楚人类处于何种程度。很多迹象表明，我们超越了蚂蚁和蜜蜂的社会行为，它们在整个社区中只承担单一的任务。语言是使我们达到这种动物水平的一项特征。所有人类都有语言，并且天生就有对语言的理解。语言，也许还有艺术和音乐，是我们社会行为的核心。
信息
人脑中带有对如何处理和使用语言的理解。 我们将信息作为细胞存储能量存储起来，尽管使用语言可以进一步使用该信息。语言和生物学中其它通信系统之间的另一个主要区别是，歧义性对语言来说是必然的，但对其它通信系统来说则是故障。
暴尸野外
死亡不应该发生在露天、沿着公路，以及其他人的视线里。尽管我们将其对我们的视线和思想进行隐藏，但一切都在我们周围所有的死亡进程之中。死亡是循环的一部分，我们需要理解我们是一个更大进程的一部分。死亡进程对于诞生新生命是必不可少的，我们都会经历。
自然科学
托马斯将科学解释为人类行为的疯狂表现。他解释说，科学和发现是一种强迫症，科学家似乎已经将它们写进了自己的基因中。科学不能被组织和强迫；它必须自由地去往下一个问题所指引的地方。从某种意义上说，它类似于蜂巢，但也类似于狩猎中的动物。这种活动永无止境，思想总是无法控制地渴望着下一次的发现。
自然的人
人类如何接近自然，近些年正在发生着变化。我们曾经将自然视为人类控制和利用的资源。现在我们已经抛弃了这种观点，将我们视为更大系统的一部分，而不是其统治者。然而，托马斯认为，我们必须将自己视为“自然不可或缺的元素”，为改善地球环境而努力，但也能保护自己。
伊克人
该文关注了乌干达北部的伊克人部落。有一部人类学家关于伊克人的报告认为，他们代表了人类的基本要素。托马斯对此发表了评论，他认为每个伊克人的行为都像一个团体，通过观察整个伊克人部落，您可以看到我们在从委员会到国家的各种团体中是如何行动的。为了改善我们的团体交互，即使在人群中，我们也必须保持人格化。
计算机
计算机与人类的联系越来越紧密，但是它们将永远无法完全取代我们，因为它们将无法复制我们的集体行为，因为我们自己也不了解。我们参与了无休无止的信息和集体思维的传递。这就是我们无法预测未来的原因。信息传递的一个问题是，我们在获取信息方面比反馈输出方面要强得多。
科学的规划
托马斯在该文中解释了他对科学资金和规划的看法。他相信，研究应该着重在基础科学。与基础科学不同，疾病问题没有正确的提出问题的方式，所以不会有重大的发现。基础科学的不同因素是，可能会有令人惊喜的东西，并带来更多的发现。要为研究中的这种惊喜组织计划是很困难的，尽管这样做似乎是更好的做事模式。托马斯相信，正是在基础研究中所出现难题的不可能性和迷惑性，使得我们能够获取到大部分的知识。
生物神话种种
我们的祖先创造了一些神话生物，但是即使我们目前不需要这些动物，我们仍会继续使用它们。在神话中，有多个神话人物存在动物杂交，例如象头神、狮鹫、半人马和斯芬克斯。托马斯提出，也许我们希望取代这些更具生物学特征的神话生物。他认为，混合米线虫、Blepharisma、细菌和植物-动物组合，或者是由不同生物组成的，或者是与一种以上的生物合作，共同努力生存。
语汇种种
从托马斯关于人类行为如何像蚂蚁的比喻中，他再次指出，语言是最类似于社会昆虫的特质。在没有任何外部指导的情况下，人类会持续改变语言。我们建立语言，就像蚂蚁建造它们的土丘一样，我们并不知道最终结果是什么，我们的微小变化如何影响其它部分。托马斯解释了一些单词是如何改变并发展出不同含义的。有两个单词，gene（基因）和bheu，衍生出了大量当前的单词。他们的后代单词：kind（种类）、nature（自然）、physics（物理）现在是相关的，在过去也是。
活的语言
托马斯在该文中将语言与白蚁的社会行为进行了比较。他认为语言是一种活的且在变化的有机体。语言的基因就是，当您仔细研究单词的每段历史时，它们是如何起源的。他追溯了多个单词的起源，以证明自己的观点。他评论说，要将所有单词的词根追溯到您所使用的印欧语系，几乎是不可能的。
关于几率和可能性
我们存在，而且按照概率在所有地球人类中是独一无二的，我们应对此感到敬畏。尽管我们确实是个体生物，但托马斯认为，个体的自我是神话。他相信我们是更大的信息共享组织的一部分。通过这个系统，我们可以适应和创造。通过更加开放的沟通和更少的限制，我们将能够揭示更多令人惊讶的发现。
世界最大的膜
托马斯比较了地球和一个活的细胞，活细胞拥有自己的膜，可以阻止无序。他展示了细胞的进化是如何与地球的“呼吸”紧密相关的，即大气中氧气浓度的循环。“对于庞大的规模和完善的功能来说，大气无疑是整个自然界合作的最大产物。”它为我们提供了所需的氧气、紫外线防护以及对成千上万陨石的防护。

## 评价
评论者们对《细胞生命的礼赞》给出了正面评价。许多人称赞了托马斯毫不费力的口才与机智的写作风格。乔伊斯·卡罗尔·欧茨对该书表示了赞赏，不仅是对于风格和语言，也是对于对托马斯传达的大量科学信息。劳拉·伯内尔（Laura Bernell）写道，该书读起来赏心悦目，即使是对那些不太精通科学的人。尽管该书是由29篇最初单独发表的短文组成的，但整本书都透露着一种明显的统一模式。
然而，并不是每位评论者都对托马斯的作品印象深刻。尽管托马斯在其作品中确实使用了精心设计的隐喻和流畅的语言，但有人认为他的内涵并不成立。C·P·斯旺森（C.P. Swanson）写道，尽管这些短文读起来很有趣，但很难区分哪些是实在的科学事实。另一位评论者苏珊·戈德霍（Susan Goldhor）评论道，如果一下读完书中的所有短文，会感觉它们是重复的，尽管将它们分开可以使之更有趣。

## 进一步的影响
《细胞生命的礼赞》有多个版本，被翻译成十一种语言，在出版后的五年内售出了25万本。《细胞生命的礼赞》被重新看作是科学作品的分水岭。它被菲利普·莫里森和妻子菲利斯·莫里森（Phylis Morrison）收录到了为《美国科学家》合编的《塑造科学世纪的100本书》中（100 or so Books that Shaped a Century of Science）。
评论者道格拉斯·卡默罗认为，这本书的主题现在可能比首次出版时更相关。近年来，技术的飞速发展开辟了新的途径，使我们能够使用科学和语言来改善我们之间以及我们与地球之间的关系。从托马斯开始使用抗生素控制传染病以来，他在这段时间的医学观点也引起了人们的兴趣，而抗生素也在他的时代使他对其它未知的医学领域有了新的认识。
除了他的科普作品的影响之外，还有人将刘易斯·托马斯与其他作家进行了比较，例如埃尔文·布鲁克斯·怀特、托马斯·杰斐逊、亨利·戴维·梭罗、穆里尔·鲁基瑟（诗歌的生命）。

## 获奖情况
《细胞生命的礼赞》于1975年获得了美国国家图书奖的“艺术文学奖”和“科学奖”（两个奖项均与他人分享）。在现代图书馆的20世纪“百佳非小说”书籍中，它也排名第11位。